# Indice de pouvoir de Shapley-Shubik
L’indice de pouvoir de Shapley-Shubik a été formulé par Lloyd Shapley et Martin Shubik en 1954 pour mesurer le pouvoir de joueurs dans un jeu de vote. L'indice révèle souvent une distribution surprenante du pouvoir qui n'est pas évidente au premier abord.
Les participants à un système de vote, tels que le corps législatif, les cadres, les actionnaires, et ainsi de suite, peuvent être considérés comme prenant part à un jeu à n-joueurs. Les joueurs ayant les mêmes préférences forment des coalitions. Toute coalition qui a suffisamment de voix pour adopter une loi ou faire élire un candidat est dite gagnante, tandis que les autres sont dites perdantes. En se basant sur la Valeur de Shapley, Shapley et Shubik ont conclu que le pouvoir d'une coalition n'était pas simplement proportionnel à sa taille.
Le pouvoir d’une coalition (ou d’un joueur) est mesuré par la fraction des séquences de votes possibles dans laquelle cette coalition lance le vote décisif (le premier vote garantissant la réussite ou l’échec).
L'indice de puissance est normalisé entre 0 et 1. Une puissance de 0 signifie que la coalition n'a pas d'effet sur le résultat du jeu, et une puissance de 1 signifie que la coalition détermine le résultat par son vote. Aussi la somme des pouvoirs de tous les joueurs est toujours égal à 1.

## Formulation mathématique
L'indice de Shapley-Shubick pour le joueur {\displaystyle i} s'écrit :
où {\displaystyle n!} donne tous les ordres de passage possibles et v(S)-v(S-{i}) permet de repérer les 1 dans le tableau des coalitions construit au préalable (voir la section III.1 Indice Shapley-Shubik de l'article Indices de pouvoirs).

## Exemples
Supposons que les décisions sont prises par la règle de la majorité dans un organe composé des joueurs A, B, C et D, qui ont respectivement 3, 2, 1 et 1 voix. Le seuil de majorité du vote est 4. Il y a 24 ordres possibles pour ces membres de vote:
| ABCD | ABDC | ACBD | ACDB | ADBC | ADCB |
| BACD | BADC | BCAD | BCDA | BDAC | BDCA |
| CABD | CADB | CBAD | CBDA | CDAB | CDBA |
| DABC | DACB | DBAC | DBCA | DCAB | DCBA |

Pour chaque séquence de vote, le votant pivot (l'électeur qui atteint le premier la somme cumulée de 4 ou plus) est en gras. Ici, A est pivot dans 12 des 24 séquences.
Par conséquent, A a un indice de puissance 1 / 2.
Les autres ont un indice de puissance 1 / 6.
Curieusement, B n'a pas plus de pouvoir que C et D.
Si l'on considère que le vote de A détermine le résultat à moins que tous les autres ne s'unissent contre A, il devient clair que B, C, D ont des poids identiques. Cela se ressent dans les indices de pouvoir.
Supposons qu’avec une autre règle de majorité le corps électoral soit constitué de 2n + 1 membres, parmi lesquels un unique membre fort dispose de k voix tandis que les autres membres (2n -- k + 1) ont une voix chacun.
Il apparaît alors que le pouvoir de l’individu fort est de k / (2n + 2 -- k). Lorsque k augmente, le pouvoir de l’individu fort s'accroît de façon exponentielle jusqu'à approcher la moitié du vote total et gagner pratiquement tout le pouvoir.
Ce phénomène arrive souvent avec de grands actionnaires et des repreneurs d'entreprises.